# 青脆枝
青脆枝（学名：Nothapodytes nimmoniana）又稱臭味假柴龙树或臭馬比木，为茶茱萸科鹰紫花树属下的一个种。因其莖部分枝甚多、容易折斷，故名為青脆枝。

## 名稱
臺灣不同地區的原住民對其有不同之稱呼。布農族稱之為Masanglav Mazaubum Tu Ismud，西拉雅族稱之為Sasabo，鄒族稱之為Cuum Patungana，達悟族稱之為 Kamanvoaga。早期學名為Nothapodytes foetida (Wight) Sleum。

## 形態
可為喬木或灌木，自然環境中，高度可達3至3.5公尺，主幹雖直立，但容易產生分枝。常綠喬木葉序互生或對生。葉形橢圓卵形或近橢圓披針形，長8-25公分左右，寬6-13公分左右。葉基漸狹至鈍形，葉尖銳尖或漸尖。毛被物存在於近軸面與遠軸面。具有葉炳。花序為繖房花序型或聚繖花序型，花序頂生。花瓣內有絨毛。花兩性。花色雪白。花萼筒狀且五裂。花數五數。子房上位。花式為
Hw(H) La IR,Co,Cy C a4-5 C o4-5 S4-5，G[3-5] O1 P a FD。果實為核果，橢圓形，成熟時轉紅。

## 生態
在臺灣，可見於蘭嶼和綠島之灌木叢或者次生林之中，亦常為海濱植物，同時也分布於印度半島、錫蘭、中南半島、蘇門答臘、呂宋島、琉球。
現在多為人工栽培，以日本業者在臺灣東部進行契作為最大宗。

## 民族植物學
在臺灣，布農族、西拉雅族、鄒族和達悟（雅美）族使用該植物。

## 藥用
全株可為藥用部位。味辛性溫，微量毒性。抗癌潛力，尤其針對直腸癌，除去濕氣，退風寒，可消浮腫，緩解關節疼痛。藥效化學成分為喜樹鹼（Camptothecin）。

## 繁殖方式
採種後以種子進行栽培。